# Ano Europeu da Igualdade de Oportunidades para Todos

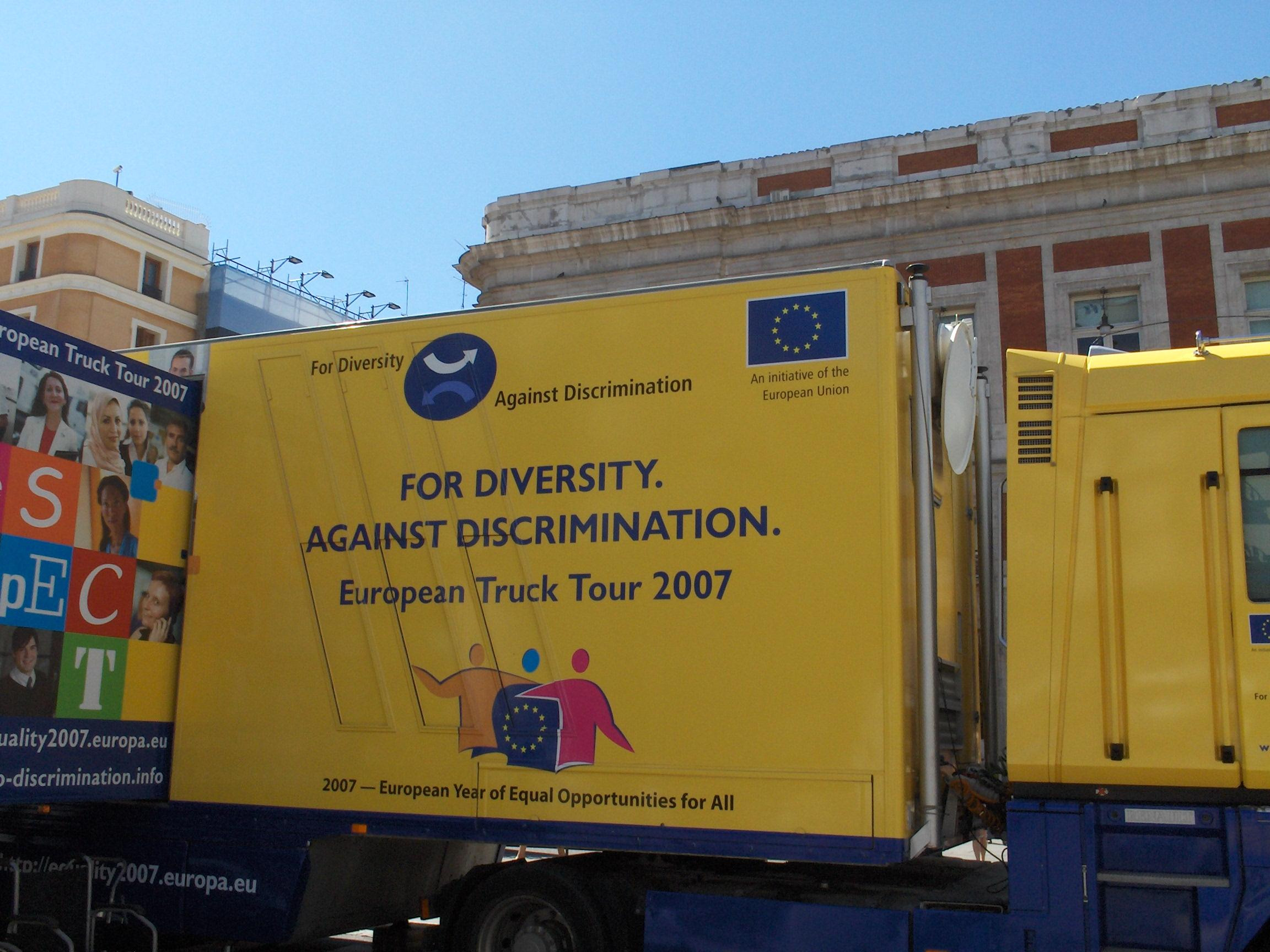
Madri, Espanha, 2007.

O ano de 2007 foi declarado Ano Europeu da Igualdade de Oportunidades para Todos pela Direcção-Geral do Emprego, dos Assuntos Sociais e da Inclusão, da Comissão Europeia. Essa designação foi estabelecida no dia 31 de maio de 2005, e fez parte de um esforço para promover igualdade e não-discriminação na União Europeia. 

## Principais propostas
As quatro principais propostas do Ano Europeu, estabelecidas pela Comissão Europeia, foram:
- Direitos: Sensibilização para o direito à igualdade e não-discriminação.
- Representação: Fomentar um debate sobre formas de aumentar a participação de grupos minoritários na sociedade.
- Reconhecimento: Celebrar e acolher a diversidade.
- Respeito e tolerância: Promover uma sociedade mais coesa.

## Traduções oficiais
- Língua neerlandesa: "Europees Jaar voor Gelijke Kansen voor Iedereen".
- Língua alemã: "Europäisches Jahr der Chancengleichheit".